# Duffel
Duffel – miejscowość i gmina (gemeente) w Belgii, w Regionie Flamandzkim, w prowincji Antwerpia, w okręgu Mechelen. 

## Demografia
- Źródła: NIS, od 1806 do 1981= według spisu; od 1990 liczba ludności w dniu 1 stycznia

1 stycznia 2024 całkowita populacja Duffel liczyła 18 026 osób. Łączna powierzchnia gminy wynosi 22,60 km², co daje gęstość zaludnienia 799 mieszkańców na km².

## Podział administracyjny
W skład gminy nie wchodzi żadna dzielnica (deelgemeente).

## Transport
Znajduje się tutaj stacja kolejowa Duffel.